# Coccophagus
Coccophagus es un extenso género de avispillas calcidoideas de la familia Aphelinidae. Hay alrededor de 260 especies.
De distribución mundial. Parasitan a pulgones o insectos escama (Coccoidea). Se los usa como controles biológicos de pestes como Coccus hesperidum y Saissetia coffeae.

## Especies
| - C. acanthosceles - C. adumbratus - C. adustus - C. aethiopis - C. aethochreus - C. afrangiatus - C. africanus - C. albiapicella - C. albicoxa - C. albifuniculatus - C. albusus - C. amblydon - C. anchoroides - C. angolensis - C. anthracinus - C. apricus - C. argenteus - C. argentifascia - C. argentiscutellum - C. argocoxa - C. assamensis - C. asterolecanii - C. aterrimus - C. atratus - C. aurantifrons - C. aureonotus - C. auricaput - C. avetianae - C. baldassarii - C. bartletti - C. basalis - C. berzeliae - C. biguttatus - C. bimaculatus - C. bivittatus - C. bogoriensis - C. brasiliensis - C. brethesi - C. brevisetus - C. brunneus - C. burksi - C. candidus - C. caophongi - C. capensis - C. caridei - C. catherinae - C. caudatus - C. ceroplastae - C. chaetosus - C. chengtuensis - C. chilensis | - C. chloropulvinariae - C. cinguliventris - C. clavatus - C. clavellatus - C. coccidarum - C. comperei - C. concinnus - C. conditus - C. cooperatus - C. copernicus - C. coracinus - C. cowperi - C. crenatus - C. croconotus - C. crucigerus - C. cryptus - C. cubaensis - C. debachi - C. desantisi - C. desertus - C. diabolicus - C. diachraceus - C. differens - C. dilatatus - C. diminutus - C. dius - C. eleaphilus - C. emersoni - C. equifuniculatus - C. excelsus - C. exiguiventris - C. fallax - C. fasciatus - C. femoralis - C. flavescens - C. flaviceps - C. flavicorpus - C. flavidus - C. flavifrons - C. flavoscutellum - C. fletcheri - C. formicariae - C. fraternus - C. funeralis - C. gahani - C. ghesquierei - C. gigas - C. gilvus - C. gondolae - C. gonzalezi | - C. gossypariae - C. graminis - C. gregarius - C. grenadensis - C. gurneyi - C. hanoiensis - C. hawaiiensis - C. hemera - C. hibisci - C. hispaniolae - C. immaculatus - C. impensus - C. indochraceus - C. inkermani - C. insidiator - C. insignis - C. ishiii - C. isipingoensis - C. japonicus - C. jasnoshae - C. javensis - C. kabulensis - C. kvavadze - C. lepidus - C. leptospermi - C. lii - C. longiclavatus - C. longicornis - C. longifasciatus - C. longipedicellus - C. lucani - C. lucidus - C. luciensis - C. lunai - C. lutescens - C. lycimnia - C. maculipennis - C. malthusi - C. mangiferae - C. margaritatus - C. mariformis - C. matsuyamensis - C. mazatlan - C. merceti - C. mexicanus - C. mexicensis - C. mixtus - C. modestus - C. multisetae - C. narendrani | - C. neocomperei - C. neserorum - C. nigrans - C. nigricorpus - C. nigritus - C. nigropleurum - C. nipponicus - C. nubeculus - C. nubes - C. nympha - C. obscurus - C. ochraceus - C. oculatipennis - C. ophicus - C. palaeolecanii - C. pallidiceps - C. pallidis - C. parlobatae - C. pellucidus - C. perflavus - C. perhispidus - C. pernigritus - C. philippiae - C. physokermis - C. piceae - C. pisinnus - C. planus - C. poei - C. princeps - C. prinslooi - C. probus - C. propodealis - C. provisus - C. proximus - C. pseudococci - C. pseudopulvinariae - C. pulchellus - C. pulcher - C. pulcini - C. pulvinariae - C. pumilus - C. purpureus - C. qenai - C. quaestor - C. redini - C. restionis - C. rjabovi - C. robustus - C. rosae - C. ruizi | - C. rusti - C. saintebeauvei - C. saissetiae - C. saltator - C. samarae - C. scutatus - C. scutellaris - C. secamonei - C. semiatratus - C. semicircularis - C. sexvittatus - C. shafeei - C. shakespearella - C. shillongensis - C. sibiricus - C. signatus - C. signus - C. silvestrii - C. sostenesi - C. spartanus - C. specialis - C. speciosus - C. spectabilis - C. spireae - C. srilankensis - C. subflavescens - C. subochraceus - C. subsignus - C. sudhiri - C. tarongaensis - C. teeceeni - C. terani - C. tetrastichoides - C. tibialis - C. timberlakei - C. tobiasi - C. triangulatinotus - C. triguttatus - C. tropicanus - C. tschirchii - C. ussuriensis - C. varius - C. vegai - C. viator - C. vietnamicus - C. yoshidae - C. youngi - C. zebratus - C. zeyai - C. zinniae |